# ژالتش
ژالتش (به بلغاری: Zhaltesh) یک منطقهٔ مسکونی در بلغارستان است که در شهرستان گابروو واقع شده‌است.